# Mary McAleese

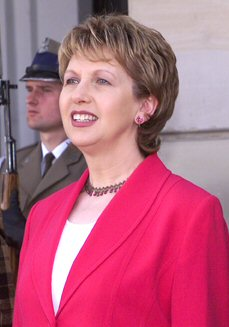
Mary McAleese

Mary Patricia McAleese z domu Leneghan (wym. [mækəˈliːs], irl. Máire Pádraigín Mhic Ghiolla Íosa, wym. [ˈmoɪrʲə ˈpɑːdriɡʲiːɲ vʲikʲ ˈjilə ˈiːᵊsə]; ur. 27 czerwca 1951 w Belfaście) – irlandzka polityk, prawniczka, dziennikarka i nauczyciel akademicki, w latach 1997–2011 prezydent Irlandii.

## Życiorys

### Działalność do 1997
Urodziła się jako najstarsza z dziewięciorga rodzeństwa. Dorastała w Belfaście w katolickiej dzielnicy Ardoyne. Kształciła się w St Dominic’s High School. W 1973 została absolwentką prawa na Queen’s University Belfast. W 1974 uzyskała uprawnienia barristera, podejmując praktykę w tym zawodzie.
W połowie lat 70. była współzałożycielką Campaign for Homosexual Law Reform, organizacji działającej na rzecz dekryminalizacji homoseksualizmu w Irlandii. Odeszła z tej organizacji po kilku latach, podejmując pracę dziennikarki i prezenterki w radiu oraz telewizji w ramach RTÉ. W 1975 zaczęła również swoją karierę akademicką, została wówczas wykładowczynią prawa karnego, kryminologii oraz penologii w Trinity College w Dublinie. W 1987 powróciła na swoją macierzystą uczelnię, objęła na niej stanowisko dyrektora jednego z instytutów (Institute of Professional Legal Studies). W 1994 powołana na wicekanclerza Queen’s University Belfast jako pierwsza kobieta w historii.
W 1987 bezskutecznie kandydowała do Dáil Éireann z ramienia partii Fianna Fáil. Do 1997 pełniła m.in. funkcje dyrektora stacji telewizyjnej Channel 4, przedsiębiorstwa Northern Ireland Electricity i organizacji zdrowotnej Royal Group of Hospitals Trust. Współtworzyła irlandzką komisję do spraw przeludnienia więzień (Irish Commission for Prisoners Overseas). Działała także w instytucjach Kościoła katolickiego, m.in. w 1984 została przedstawicielką irlandzkiego episkopatu do New Ireland Forum.

### Prezydentura
W 1997 Mary McAleese uzyskała poparcie Fianna Fáil, która nominowała ją swoim kandydatem w wyborach prezydenckich, choć początkowo faworytem do tej nominacji był były premier Albert Reynolds. Jej kontrkandydatami byli Mary Banotti z Fine Gael, popierana przez Partię Pracy Adi Roche, a także niezależni Dana Rosemary Scallon oraz Derek Nally. W głosowaniu z października 1997 Mary McAleese zwyciężyła, uzyskując 45,2% głosów preferencyjnych i 58,7% poparcia przy drugim liczeniu.
Siedmioletnią kadencję rozpoczęła 11 listopada 1997. Na październik 2004 rozpisała kolejnej wybory prezydenckie. Głosowanie nie zostało przeprowadzone, gdyż Mary McAleese okazała się jedyną kandydatką, uzyskując automatycznie reelekcję.
Była pierwszym prezydentem urodzonym w Irlandii Północnej, działała na rzecz porozumienia katolików i protestantów. W 1997 przyjęła komunię w anglikańskiej katedrze Kościoła Chrystusowego w Dublinie, co wywołało krytykę części hierarchii katolickiej. W 2005, przed obchodami 60. rocznicy wyzwolenia obozu Auschwitz-Birkenau, wypowiedziała w wywiadzie radiowym kontrowersyjne zdanie, że niektóre protestanckie dzieci w Belfaście są wychowywane w nienawiści do katolików, podobnie jak niemieckie dzieci były wychowywane w nienawiści do Żydów. Po krytyce ze strony ulsterskich unionistów prezydent przeprosiła za te słowa.
Urząd prezydenta złożyła 10 listopada 2011, następnego dnia jej następcą został Michael D. Higgins.

## Życie prywatne
W 1976 poślubiła Martina McAleese, który był członkiem Seanad Éireann. Mają troje dzieci: dwie córki i syna.